# Gastelshof
Gastelshof ist ein Weiler im Gemeindebereich Seubersdorf im Landkreis Neumarkt in der Oberpfalz. Der Ort hatte im Dezember 2024 11 Einwohner.

## Geographie
Der Weiler liegt zwischen den Ortschaften Eichenhofen und Darshofen. Der Ort Gastelshof ist seit dem 18. Jahrhundert bekannt. Er befindet sich auf einer Anhöhe im Tal der schwarzen Laber.

## Geschichte
Nach einer Beurkundung aus dem frühen 15. Jahrhundert hieß der Ort ursprünglich Gaspershof. Ein Hans Mendorfer von Buch verkaufte 1408 seinen dortigen Eigenhof an einen Neumarkter Bürger. Die Urkunde dazu trägt die Siegel von Hilpolt Mendorfer zu Adelburg und von Hans Paur zu Allersburg.
Eine kurz darauf angelegte Fassion belegt, dass dort über Jahrhunderte zwei Anwesen bestanden haben. Als Besitzer wurden Ruger der Ittelhofer und Konrad Amann aufgeführt.
Beide Güter zusammen erwarb dann Jakob Widtmann von Lupburg. In einem Rechtsstreit behaupteten Konrad Letner und andere Kläger vor dem Landgericht der Grafschaft Hirschberg, daß Widtmann zu Unrecht auf den Höfen sitzt. Der so Angeschuldigte konnte jedoch einen von Christoph von Parsberg, zu dieser Zeit Inhaber der Adelburg, ausgestellten Kaufbrief vorweisen. Daraufhin entschied Landrichter Heinrich von Abensberg zugunsten Widtmann (soll auf seinen verbrieften Rechten bleiben). Er händigte ihm daraufhin am 14. Mai 1442 auf der Gerichtsschranne Dietfurt einen entsprechenden Gerichtsbrief aus.
Im Jahr 1451 wird von Jörg Prantel (Eichhofen) und Christoph von Parsberg und dessen Richter Linhart Wisentfelder eine Urkunde über die Ortschaft gesiegelt.
Im Jahr 1513 verkaufte Andreas Humbler aus Kallmünz seine zwei Höfe in Gastelshof, darauf die zween Geschrayen sitzen. Grundherr wurde nun der Velburger Adelige Jörg Wiespeck, die beiden Bauern blieben – gegen entsprechende Abgaben – Pächter und Bewirtschafter.
In der Pfalz-Neuburgischen Landesaufnahme (entstanden 1579–1605) wird auf der Karte zum Pflegeamt Velburg der Ort unter „Gastertzhof“ geführt. Weiter werden zu der Zeit drei Herdstätten gezählt.
M. Jehle listet Gastelhof 1600 zum Amt und Grundherrn Velburg und nennt die beiden Höfe Ulrich Widmann und Jakob Widmann.
Aus dem Jahr 1705 gibt es einen dokumentierten Augenschein zwischen Leonhard Egelmayer und Georg Praun, beide zu Gastelshof, wegen eines Wassergrabens im Eisenthal (Verbindungstal von Darshofen nach Eichenhofen mit heutiger Straße).
Bei den Grenzbeschreibungen, zu denen des Öfteren die Kontroversen zwischen den Parsberger und den Velburger Ansprüchen Anlass gaben, spielte Gastelshof stets eine wichtige Rolle. 1736 hieß es, dass die Grenze zwischen dem Amte Velburg und der Herrschaft Parsberg über die Poststraße zum Gasseltshofer Brunnen verläuft.
Die Eingliederung der beiden 1/1-Höfe (Besitzer Eglmayer und Braun) im 19. Jahrhundert in die politische Gemeinde Eichenhofen beendete die alten Streitigkeiten.
Am 1. Januar 1972 wurde die Gemeinde Eichenhofen, zu der Gastelshof gehörte, nach Seubersdorf eingemeindet.